# Zdravko Zovko
Zdravko Zovko (Kolibe Gornje, 28 de maio de 1955) é um ex-handebolista profissional e treinador croata, campeão olímpico pela Seleção Iugoslava em 1984. 
Zdravko Zovko fez parte do elenco medalha de ouro de Los Angeles 1984, e bronze em Seul 1988. Em Olimpíadas jogou 6 partidas anotando cinco gols.

## Títulos
- Jogos Olímpicos:
  - Ouro: 1984